# Clément de Maugny
Le général Joseph-Marie-Clément de Nicod de Neuvecelle, comte de Maugny, né le 22 avril 1798 dans le château de Maugny à Draillant (duché de Savoie) et mort le 30 août 1859 à Chambéry, est un officier et homme politique savoyard du royaume de Sardaigne.

## Biographie
Clément de Maugny participe à la campagne de France de 1814 comme sous-lieutenant au régiment de Savoie, puis l'année suivante il est lieutenant. Il est nommé capitaine en 1821, major en 1827, lieutenant-colonel en 1831, colonel des grenadiers de la garde en 1833, puis général de brigade en 1839 et attaché comme lieutenant des gardes du corps à la personne du roi Charles-Albert de Sardaigne qu'il conserve jusqu'à sa mort.
Lors de la première guerre d'indépendance de 1848-1849, il se bat en Lombardie. À la suite, il est fait gouverneur général (militaire) du duché de Savoie.
Le roi le fait général et sénateur du royaume en 1848. En 1853, il devient général d'armée.
Il épouse Léontine de Fortis avec qui il eut trois enfants.

## Décorations
- Grand officier (1849) de l'ordre des Saints-Maurice-et-Lazare
- Commandeur de la Légion d'honneur (1855)
- Commandeur de l'ordre impérial de Léopold (Autriche)